# オトン1世 (ブルゴーニュ伯)
オトン1世（Othon Ier de Bourgogne, 1167年から1171年 - 1200年1月13日）は、ブルゴーニュ伯（在位：1190年 - 1200年）およびルクセンブルク伯（在位：1196年 - 1197年）。神聖ローマ皇帝フリードリヒ1世と妃であるブルゴーニュ女伯ベアトリス1世の四男。皇帝ハインリヒ6世の弟、フィリップの兄である。ドイツ名でオットー1世（Otto I.）、オットー・フォン・ホーエンシュタウフェン（Otto von Hohenstaufen）とも呼ばれる。
1190年に父フリードリヒが死去した際、元は母のものであったブルゴーニュ伯領を相続した。
1196年にルクセンブルク伯ハインリヒ4世が死去した際、皇帝ハインリヒ6世は伯領を略取して弟オトンに与えた。ハインリヒ4世には一人娘で相続人のエルメジンデがおり、その夫であるバル伯ティボー1世がオトンと交渉した結果、翌1197年にオトンはルクセンブルクを放棄した。
オトンは1190年にブロワ伯ティボー5世の娘マルグリットと結婚し、2女をもうけた。
- ジャンヌ（1191年 - 1205年）
- ベアトリス（1193年 - 1231年）

1200年にオトンがブザンソンで暗殺された後、ブルゴーニュ伯は長女ジャンヌが幼くして継いだが、早世したために次女ベアトリスがその後を継いだ。